# Edward Stanley, XVII conte di Derby
Edward George Villiers Stanley, XVII conte di Derby (Londra, 4 aprile 1865 – Knowsley Hall, 4 febbraio 1948), è stato un politico, ufficiale e ambasciatore inglese.

## Biografia
Era il figlio maggiore di Frederick Stanley, XVI conte di Derby, e di sua moglie, Lady Constance Villiers. Suo nonno paterno era Edward Smith-Stanley, XIV conte di Derby, che era stato tre volte Primo Ministro del Regno Unito, mentre suo nonno materno era il grande statista liberale George Villiers, IV conte di Clarendon. Studiò a Wellington College.

## Carriera militare
Tra il 1885 e il 1895 è stato un tenente dei granatieri, ha combattuto nella Seconda guerra boera tra il 1899 e il 1900. Nel 1900 è stato segretario particolare del comandante in capo delle forze britanniche in Sudafrica.

## Carriera politica
È stato deputato per Westhoughton nel 1892, e servì sotto Lord Salisbury come un Lord del tesoro tra il 1895 e il 1900 e successivamente Arthur Balfour come Segretario finanziario al Ministero della Guerra tra il 1901 al 1903. Nel 1908 successe al padre nella contea e prese il suo posto nella Camera dei lord. Fu sindaco di Liverpool tra il 1911 e il 1912.
Nel 1918 divenne ambasciatore in Francia, incarico che mantenne fino al 1920.

## Matrimonio
Il 5 gennaio 1889, a Londra, sposò Lady Alice Maude Olivia Montagu, figlia di William Montagu, VII duca di Manchester e di sua moglie Louise von Alten. Ebbero tre figli:
- Lady Victoria Alice Louise Stanley (24 giugno 1892-26 novembre 1927), sposò,  il 7 aprile 1915, Neil James Archibald Primrose, ebbero una figlia. Sposò, il 10 giugno 1919, Sir Harold Malcolm Bullock, ebbero una figlia;
- Sir Edward Montagu Cavendish Stanley (9 luglio 1894-16 ottobre 1938), sposò, il 17 luglio 1917, Louise Beatrix Cadogan, ebbero tre figli;
- Lord Oliver George Frederick Stanley (4 maggio 1896-10 dicembre 1950), sposò, il 4 novembre 1920, Lady Helen Maureen Vane-Tempest-Stewart, ebbero due figli.

## Ascendenza
|                                          |                      |                                                | Genitori                                |  |  | Nonni |  |  | Bisnonni                                  |  |  | Trisnonni                                |  |
|                                          |                      |                                                |                                         |  |  |       |  |  | Edward Smith-Stanley, XIII conte di Derby |  |  | Edward Smith-Stanley, XII conte di Derby |  |
|                                          |                      |                                                |                                         |  |  |       |  |  | Edward Smith-Stanley, XIII conte di Derby |  |  | Edward Smith-Stanley, XII conte di Derby |  |
|                                          |                      | lady Elizabeth Hamilton                        |                                         |  |  |       |  |  | Edward Smith-Stanley, XIII conte di Derby |  |  |                                          |  |
| Edward Smith-Stanley, XIV conte di Derby |                      |                                                |                                         |  |  |       |  |  | Edward Smith-Stanley, XIII conte di Derby |  |  |                                          |  |
|                                          |                      | Charlotte Margaret Hornby                      | rev. Geoffrey Hornby                    |  |  |       |  |  |                                           |  |  |                                          |  |
|                                          |                      | Charlotte Margaret Hornby                      | rev. Geoffrey Hornby                    |  |  |       |  |  |                                           |  |  |                                          |  |
|                                          |                      | Charlotte Margaret Hornby                      | lady Lucy Smith-Stanley                 |  |  |       |  |  |                                           |  |  |                                          |  |
| Frederick Stanley, XVI conte di Derby    |                      | Charlotte Margaret Hornby                      |                                         |  |  |       |  |  |                                           |  |  |                                          |  |
|                                          |                      | Edward Bootle-Wilbraham, I barone Skelmersdale | Richard Wilbraham-Bootle                |  |  |       |  |  |                                           |  |  |                                          |  |
|                                          |                      | Edward Bootle-Wilbraham, I barone Skelmersdale | Richard Wilbraham-Bootle                |  |  |       |  |  |                                           |  |  |                                          |  |
|                                          |                      | Edward Bootle-Wilbraham, I barone Skelmersdale | Mary Bootle                             |  |  |       |  |  |                                           |  |  |                                          |  |
| hon. Emma Caroline Bootle-Wilbraham      |                      | Edward Bootle-Wilbraham, I barone Skelmersdale |                                         |  |  |       |  |  |                                           |  |  |                                          |  |
|                                          |                      | Mary Elizabeth Taylor                          | rev. Edward Taylor                      |  |  |       |  |  |                                           |  |  |                                          |  |
|                                          |                      | Mary Elizabeth Taylor                          | rev. Edward Taylor                      |  |  |       |  |  |                                           |  |  |                                          |  |
|                                          |                      | Mary Elizabeth Taylor                          | Margaret Payler                         |  |  |       |  |  |                                           |  |  |                                          |  |
| Edward Stanley, XVII conte di Derby      |                      | Mary Elizabeth Taylor                          |                                         |  |  |       |  |  |                                           |  |  |                                          |  |
|                                          | lord George Villiers | Thomas Villiers, I conte di Clarendon          |                                         |  |  |       |  |  |                                           |  |  |                                          |  |
|                                          | lord George Villiers | Thomas Villiers, I conte di Clarendon          |                                         |  |  |       |  |  |                                           |  |  |                                          |  |
|                                          | lord George Villiers | lady Charlotte Capell                          |                                         |  |  |       |  |  |                                           |  |  |                                          |  |
| George Villiers, IV conte di Clarendon   | lord George Villiers |                                                |                                         |  |  |       |  |  |                                           |  |  |                                          |  |
|                                          |                      | hon. Theresa Parker                            | John Parker, I barone Boringdon         |  |  |       |  |  |                                           |  |  |                                          |  |
|                                          |                      | hon. Theresa Parker                            | John Parker, I barone Boringdon         |  |  |       |  |  |                                           |  |  |                                          |  |
|                                          |                      | hon. Theresa Parker                            | Theresa Robinson                        |  |  |       |  |  |                                           |  |  |                                          |  |
| lady Constance Villiers                  |                      | hon. Theresa Parker                            |                                         |  |  |       |  |  |                                           |  |  |                                          |  |
|                                          |                      | James Grimston, I conte di Verulam             | James Grimston, III visconte Grimston   |  |  |       |  |  |                                           |  |  |                                          |  |
|                                          |                      | James Grimston, I conte di Verulam             | James Grimston, III visconte Grimston   |  |  |       |  |  |                                           |  |  |                                          |  |
|                                          |                      | James Grimston, I conte di Verulam             | Harriot Walter                          |  |  |       |  |  |                                           |  |  |                                          |  |
| lady Katherine Grimston                  |                      | James Grimston, I conte di Verulam             |                                         |  |  |       |  |  |                                           |  |  |                                          |  |
|                                          |                      | lady Charlotte Jenkinson                       | Charles Jenkinson, I conte di Liverpool |  |  |       |  |  |                                           |  |  |                                          |  |
|                                          |                      | lady Charlotte Jenkinson                       | Charles Jenkinson, I conte di Liverpool |  |  |       |  |  |                                           |  |  |                                          |  |
|                                          |                      | lady Charlotte Jenkinson                       | Catherine Bishopp                       |  |  |       |  |  |                                           |  |  |                                          |  |
|                                          |                      | lady Charlotte Jenkinson                       |                                         |  |  |       |  |  |                                           |  |  |                                          |  |